# 生の輝き
『生の輝き』（せいのかがやき）は、1918年（大正7年）製作、1919年（大正8年）公開の日本映画である。配給は天然色活動写真（天活）。同日公開された『深山の乙女』と並び、初めて女優が登場する日本映画の1作である。
1917年（大正6年）に『活動写真の創作劇と撮影法』という理論書を出版して、日本映画の革新運動（純映画劇運動）を行った帰山教正が、その理論を初めて実践した彼の監督第1作であり、本作では帰山が提唱したシナリオの採用、女優・字幕の使用、映画的手法の活用（クローズアップなど）が実践されている。なお、本作に主演した花柳はるみが日本の映画女優第1号といわれている。
フィルムは紛失しており、現在は観賞することはできない。

## 出演者
- 柳沢泰彦伯爵：村田実
- 島崎照子：花柳はるみ
- 照子の父：青山杉作
- 山下純太郎：近藤伊与吉
- 泰彦の父：帰山教正[2]
- 照子の妹：夏川静江
- 照子の弟：夏川大吾

## 製作・公開
1918年（大正7年）6月頃から撮影が開始され、箱根でロケーション撮影が行われたほか、神田のキリスト教青年会館の一室を借りて不完全ながら人工光線撮影も行われた。また、天活重役の賀田金三郎邸の庭でも撮影が行われ、夏川静江・大吾姉弟も子役で出演した。7月中旬には完成し、桑原昴によって現像がされた。
公開は、活動弁士たちの反発によって1年遅れ、翌1919年（大正8年）9月13日に本作が六本木の麻布館で、第2作の『深山の乙女』が京橋の豊玉館で同日に封切りされた。作品の評価は様々で、アメリカ映画の模倣だというものもあれば、模倣であってもその前進性をかうべきだと主張するものもいた。『活動之世界』では、「『生の輝き』のー篇は、未だ単なる試作には過ぎないであろう。それは字幕に於ける試みであり、結構に於ての試みであり、そうして俳優の芸風に於ての試みである。けれども私はこれを単に彼等に依っての試みであるとは思いたくない。それは日本映画界にとっての試みである。…」と評している。